# 8つのノヴェレッテ
8つのノヴェレッテ（ドイツ語: Novelletten）作品21は、ロベルト・シューマンが作曲したピアノ独奏のための曲集。ノヴェレッテン、ノベレッテンとも表記される。

## 作曲
1838年の1月から4月にかけて大部分が作曲された。同時期の2月から3月には『子供の情景』が作曲され、3月には『クライスレリアーナ』に着手している。この年からシューマンのピアノ曲は成熟して高度な完成に向かい、初期のピアノ曲創作において一つの頂点をなす年ともされる。8月末まで推敲が行われて、作品は翌年夏にブライトコプフ・ウント・ヘルテルから出版され、アドルフ・ヘンゼルトに献呈された。シューマンはヘンゼルトの作品を高く評価し、1837年12月に顔を合わせると「僕とは兄弟のよう」と日記に記して、親しみを表す"Du"で呼びあう仲になっていた。
このころは、クララ・ヴィークとの交際に関する問題が深刻化している時期でもあった。二人は前年に婚約を交わしたが、それを認めないフリードリヒ・ヴィークの考えでクララは7カ月にわたってライプツィヒを離れ、会うことができない状態が続いていた。それでも二人は交際を諦めず、この年だけでそれぞれ100通ほどの手紙を交わしており、この作品にもクララへの想いが反映しているとされる。シューマンはクララへの手紙で「『ノヴェレッテ』ではあなたはあらゆる姿と状況で登場します（...）『ノヴェレッテ』はあなたのようなすばらしい瞳を知り、あなたのようなすばらしい唇に触れたことのある者にしか書けないのです」と記し、ロラン＝マニュエルは「クラーラ・ヴィークに捧げていたあのかぐわしい婚約の花かごのひとつ」と形容している。

## 作品
「ノヴェレッテ」の語は短篇小説 (Novelle) と関連していると考えられ、音楽作品に持ち込んだのはシューマンが初めてとされている。ほかのシューマン初期のピアノ曲と同様に作品は文学的なものと結びついており、1838年2月6日付のシューマンからクララへの手紙では「滑稽譚、エグモントふうの物語、父親たちのいる家庭の情景、婚礼、つまりはきわめて愛すべきお話の数々」と記されているほか、友人ヨーゼフ・フィッシュホフには「大きな冒険物語 (abenteuerliche Geschichten)」と説明しており、出版時には取り除かれたがいくつかの作品には文学的な標題が与えられていた。
また題名に関しては、シューマンは同じ2月6日付の手紙で「――その全体を『ノヴェレッテン』と名付けました。きみもクラーラだけれど『ヴィーケッテン』 (Wiecketten) じゃあまり語呂がよくないから」と記しており、言葉遊びを好んだシューマンらしく、1837-38年の冬のシーズンにライプツィヒに来演していた歌手クララ・ノヴェロの名前からの連想も働いていたと考えられている。
演奏機会はそれほど多くないがシューマンは高く評価しており、自身の最高の作品の一つに挙げていた。「朗らかな性格」や「満ち足りた気分を保つ」と評される一方で、「奥深い苦悩を反映した作品」ともされ、シューマン自身も「力 (Kraft) とかそのたぐいのものが表現されている」「全体には陽気でぶっきらぼう (heiter und obenhin)。僕がどん底にいたいくつかの瞬間を除いて」「クララのために僕が身を投じた争いを聴くことができる」とさまざまに形容している。

## 構成

### 全体
多様な小品を集めた全8曲からなる。全曲を通奏すると50分ほどを要し、シューマンの主要ピアノ作品のなかでもとくに規模が大きい。出版時には2曲ずつ全4集に分けられているが、これは出版直前に決定したものと考えられ、西原稔は特別な意味はないとみなしている。
それぞれの曲は調性や性格において関連を持ち、シューマンは各曲が「内的に関連する」と表現していた。楽想上の重心は冒頭曲と最終曲に置かれ、最終曲はフィナーレとして機能する。しかし調性上の構築はやや緩く、動機的な関連もあまり目立たず、これまでのシューマンの連作と比べると各曲は大規模なうえに独立性が強い。
さらにシューマンは出版までにさまざまな曲順を試し、区分についても2集構成や3集構成を検討していた。こうしてシューマンが全体構想を模索していたことは、曲集を統一する堅固な構想があったわけではないと解釈できる。実際に抜粋しての演奏が行われることも多く、シューマン自身もクララに抜粋演奏を認めていた。

### 各曲
形式的にはすべてが三部形式かロンド形式をとるとされることもあるが、この時期にシューマンは形式との「戯れ」に言及しており、伝統的な三部形式を自由に造り変えはじめている。特に第6曲と第8曲では短い楽想の対置や変容、再提示が気まぐれに行われ、きわめて複雑な構造をとる。断片を大規模かつ斬新な構造に組み上げるこうした手法はジャン・パウル風と指摘されることもある。
第1曲
「はっきりと力強く」(Markiert und kräftig) 。ヘ長調。行進曲風に始まり、休みなく転調を続けながら展開する。「トリオ」と記されたのびやかな旋律と対位法的なものの2つのエピソードをはさみ、ロンドソナタ風の構成をとる。曲集のなかでもよく知られている。

第1曲冒頭
第2曲
「きわめて速く、華やかに」(Äusserst rasch und mit Bravour) 。ニ長調。練習曲風の両端部分と、「インテルメッツォ」と記されたテンポを落とすイ長調の中間部からなる。シューマンは1838年4月20日、フランツ・リストにこの曲の筆写譜を送っているが、そこにはゲーテの『西東詩集』に由来する「サラセン」と「ズライカ」の標題が記されており、同日のクララへの手紙では詩の抜粋を記している。
第3曲
「軽やかに、フモールをもって」(Leicht und mit Humor) 。ニ長調。テンポの緩急が激しい軽妙な主部と、より規模の大きい中間部「インテルメッツォ」からなる。「急速に、荒々しく」(Rasch und wild) の指示がある「インテルメッツォ」は1838年5月の『新音楽時報』の付録として先行して発表されたが、このときには『マクベス』の魔女の場面からの引用が記され、シューマンはこれを「マクベス・ノヴェレッテ」と呼んでいた。
第4曲
「舞踏会風に、とても華やかに」(Ballmäßig. Sehr munter) 。ニ長調。ワルツを思わせる舞曲で、随所に多声的な書法がみられる。シューマンは「バラードのよう」と述べており、ロンド風の構成をとる。
第5曲
「ざわめくように、華麗に」(Rauschend und festlich) 。ニ長調。最初期の構想では曲集の冒頭に置かれていた。昂揚した雰囲気のポロネーズに複数のエピソードが挟まれており、ずらされたアクセントが特徴的。シューマンは初期の『蝶々』などでもポロネーズを取り上げている。
第6曲
「とても活発に、大いにフモールをもって」(Sehr lebhaft, mit vielem Humor) 。イ長調。シューマンは「エコセーズのたぐい」(Ecossaissending) と呼んでいた。三部分や四部分と分析される自由な形式で書かれ、多彩な動機を次々と繰り出しながら、テンポを次第に上げていく。調性についても奔放に遠隔調を巡る。
第7曲
「きわめて速く」(Äusserst rasch) 。ホ長調。前曲とは対照的に明快な三部形式をとり、対位法的に書かれたスケルツォの主部と、美しい旋律がたゆたう中間部からなる。
第8曲
「とても活発に」(Sehr lebhaft) 。嬰ヘ短調 - ニ長調。曲集のなかでもとくに規模が大きく、構成も複合的で複雑である。ほかの7曲が出揃ってから最後に作曲されたが、はじめは終曲の位置付けではなかった。
『クライスレリアーナ』を連想させる情熱的な楽想が、2つのトリオと交互に現れて進む。しかし狩りのホルンを思わせるニ長調の第二トリオに入ると、冒頭の楽想の再現は行われないまま、「遠くからの声」(Stimme aus der Ferne) と記されたゆったりした下降旋律と、その旋律を引き継ぐ「続き」(Fortsetzung) と記された部分へと展開していき、第二トリオ主題の回想を経ていったん終止する。
「遠くからの声」の旋律は、クララ・ヴィークが作曲した『音楽の夜会』(Soirées Musicale) 作品6の第2曲「ノットゥルノ」から転用された可能性が指摘されている。同様の下降旋律はほかにも、『フモレスケ』の「内なる声」と記された部分や『ダヴィッド同盟舞曲集』、ピアノソナタ第3番など多くの作品で用いられている。

「遠くからの声」
続く部分は「続きと終結」(Fortsetzung und Schluß) と冠されて一つの独立した部分をなし、曲集全体を締めくくる役割を果たす。快活に始まり次第にテンポを上げていき、中間で「遠くからの声」の旋律がドラマティックに回帰する。祝祭的なこのエピローグは、曲集の軸であるニ長調の力強い和音で終結する。

## 登場する作品
- 映画『ふたり』：劇中のピアノの発表会で演奏される[41]。
- 『蜜蜂と遠雷』：作中のコンクールの第三次予選で第2曲が演奏される[42]。